# Melanocorypha
Melanocorypha – rodzaj ptaków z rodziny skowronków (Alaudidae).

## Rozmieszczenie geograficzne
Rodzaj obejmuje gatunki występujące w Eurazji i Afryce.

## Morfologia
Długość ciała 17–22 cm, masa ciała samców 54–76, samic 44–68 g.

## Systematyka
Rodzaj zdefiniował w 1828 roku niemiecki zoolog Friedrich Boie w artykule poświęconym uwagom na temat kilku nowym rodzajom ptaków, opublikowanym w czasopiśmie Isis von Oken. Gatunkiem typowym jest (późniejsze oznaczenie) kalandra czarna (M. yeltoniensis).

### Etymologia
- Melanocorypha (Melancorypha): gr. μελαγκορυφος melankoruphos ‘niezidentyfikowany czarnogłowy ptak’, wspomniane przez Arystotelesa (prawdopodobnie pomylone przez Boie z greckim κορυδος korudos ‘dzierlatka zwyczajna’, od κορυς korus, κορυθο koruthos ‘hełm’ lub κορυθος koruthos ‘niezidentyfikowany grzebieniasty ptak’)[15].
- Corydus: gr. κορυδος korudos ‘dzierlatka zwyczajna’, od κορυς korus, κορυθο koruthos ‘hełm’[16].
- Saxilauda: zbitka wyrazowa nazw rodzajów: Saxicola różnych autorów (kląskawka) oraz Alauda Linnaeus, 1758 (skowronek)[17]. Gatunek typowy (oznaczenie monotypowe): Le „Tracal” z Levaillant = Alauda yeltoniensis (= Alauda yeltoniensis J.R. Forster, 1768).
- Londra: hiszp. alondra ‘skowronek’[18]. Gatunek typowy (oryginalne oznaczenie): Alauda calandra Linnaeus, 1766.
- Corydon: gr. κορυδων korudōn, κορυδωνος korudōnos ‘skowronek’, od κορυς korus, κορυθο koruthos ‘hełm’[19].
- Calandrina: rodzaj Calandra Lesson, 1837 (skowronek); łac. przyrostek zdrabniający -ina[20]. Gatunek typowy (oryginalne oznaczenie): Melanocorypha torquata Blyth, 1847 (= Alauda bimaculata Ménétriés, 1832).
- Pallasia: Peter Simon Pallas (1741–1811), niemiecki przyrodnik, odkrywca[21]. Gatunek typowy (późniejsze oznaczenie)[22]: Alauda mongolica Pallas, 1776.
- Nigrilauda: łac. niger ‘czarny’; alauda ‘skowronek’[23]. Gatunek typowy (oryginalne oznaczenie): Alauda tatarica Pallas, 1773 (= Alauda yeltoniensis J.R. Forster, 1768).
- Pterocorys: gr. πτερον pteron ‘skrzydło’; nowołac. corys ‘skowronek’, od gr. κορυδος korudos ‘dzierlatka zwyczajna’, od κορυς korus, κορυθο koruthos ‘hełm’[24].
- Melanocoryphoides: rodzaj Melanocorypha Boie, 1828; gr. -οιδης -oidēs ‘przypominający’[25]. Gatunek typowy (oznaczenie monotypowe): Melanocorypha maxima Gould, 1867 (= Melanocorypha maxima Blyth, 1867).

### Podział systematyczny
Do rodzaju należą następujące gatunki:
- Melanocorypha bimaculata (Ménétriés, 1832) – kalandra dwuplamista
- Melanocorypha calandra (Linnaeus, 1766) – kalandra szara
- Melanocorypha yeltoniensis (J.R. Forster, 1768) – kalandra czarna
- Melanocorypha maxima Blyth, 1867 – kalandra długodzioba
- Melanocorypha mongolica (Pallas, 1776) – kalandra mongolska